# 1575 в Україні

## Події
- У вересні кримські татари здійснили напад на Галич, полонили понад 55 тисяч людей, забрали 150 тисяч коней, 500 тисяч худоби, 200 тисяч овець[1].
- Запорожці Богдана Ружинського у відповідь на татарський набіг штурмували Гезлев (Євпаторію) та Кафу. По тому вони несподівано висадилися під Трапезундом і Сінопом.

## Особи

### Народились
- Симон Богушович (1575—1648) — художник і купець.
- Галшка Гулевичівна (1575—1642) — руська шляхтянка, одна із засновниць Київського братства, монастиря і школи при ньому.
- Юрій Дідушицький (каштелян) (1575—1641) — шляхтич, урядник та військовик Королівства Польського.
- Ян Зярнко (1575—1630) — львівський гравер та портретист.
- Острозька Анна (1575—1635) — княгиня гербу Домброва, волинська воєводина.

### Померли
- Августин, син Бажея (? — 1575) — живописець, працював у Львові.
- Юрій Язловецький (перед 1510—1575) — державний, політичний і військовий діяч Польського королівства й Речі Посполитої.

## Засновані, зведені
- Письмова згадка про село Велика Загорівка — сучасний Борзнянський район.